# 小行星5762
小行星5762（英語：5762 Wanke）是一颗围绕太阳公转的小行星。1981年3月2日，舒爾特·巴斯在赛丁泉山发现了此天体。
这颗小行星的绝对星等为157.1615884750664等。